# 秋浦街道
秋浦街道，是中华人民共和国安徽省池州市贵池区下辖的一个乡镇级行政单位。

## 名称
秋浦街道的名称来源于：
- 境内有秋浦河。
- 唐永泰元年（公元765年）恢复池州建制，治秋浦县，秋浦县县治迁至今池州市区。

## 行政区划
秋浦街道下辖以下地区：
湖心社区、月亮湖社区、翠微社区、九华社区和孝肃社区。

### 历史沿革
秋浦街道在1990年代之前为贵池县池州镇的农村部分和城关区区公所所在地。1992年1月27日，池州地区行政公署向安徽省人民政府提交调整境内行政区划的提案。1992年2月25日，经安徽省人民政府批准，贵池市撤销池州镇，并分为秋浦街道、池阳街道。1992年4月1日，池州镇召开最后一届人民代表大会，宣告池阳街道办事处和秋浦街道办事处挂牌成立。
隨著池州城市人口不斷增加，1994年12月，秋浦街道辦事處所轄2個居委會又改為5個居委會，并在孔井村设立贵池市棠溪乡火炬机械厂家属委员会。1997年，秋浦街道轄區面積28.7平方千米，人口2.7萬，當時下轄5個居委會、5个村委会：:27-32
湖心居委会、翠微居委会、城东居委会、绣春居委会、城西居委会、南湖村、长岗村、孔井村、十里村、齐山村。
2000年，秋浦街道下辖7居委会、5村委会：
湖心居委会、翠微居委会、城东居委会、绣春居委会、城西居委会、西苑居委会、月亮湖居委会、南湖村、长岗村、孔井村、十里村、齐山村。
2008年，秋浦街道下辖以下地区：
湖心居委会、月亮湖居委会、翠微居委会、百荷园居委会、府学居委会、翠百居委会、九华居委会、孝肃居委会、城西居委会、汇景居委会、十里居委会、长岗居委会、孔井居委会、南湖居委会、齐山居委会。
2010年6月5日，经池州市人民政府批准，析出部分区域设立清风街道、杏花村街道。

## 基础设施建设
芜贵公路贯穿境内。全街道拥有一所普通高校（池州广播电视大学）、一所初中（池州市第十一中学）、三所小学（贵池区城关小学、池州市人民路小学、贵池区南湖小学）。

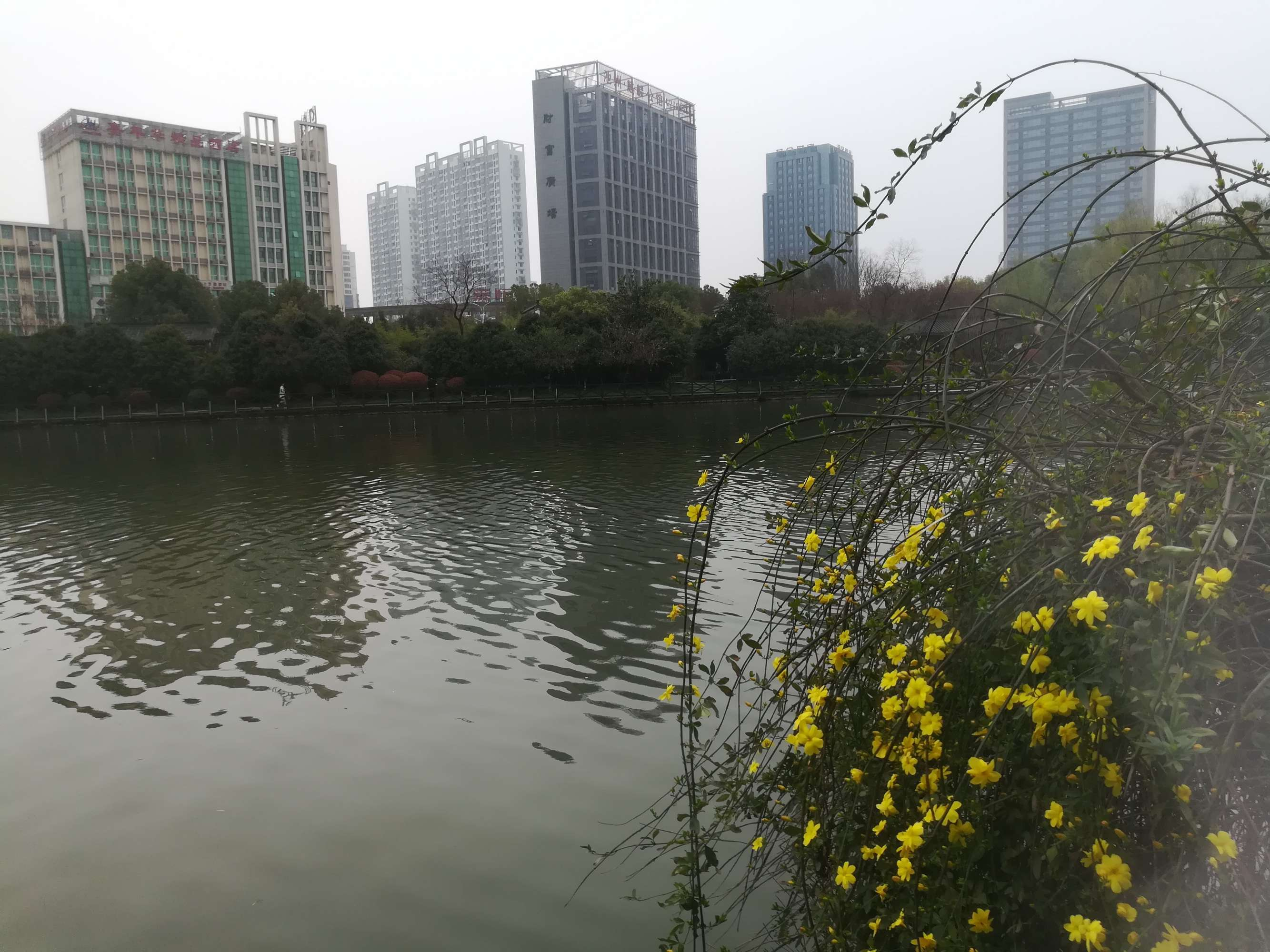
烟柳园公园

境内还有翠柏路菜市场、远东国际广场等商业设施。

## 文化遗产

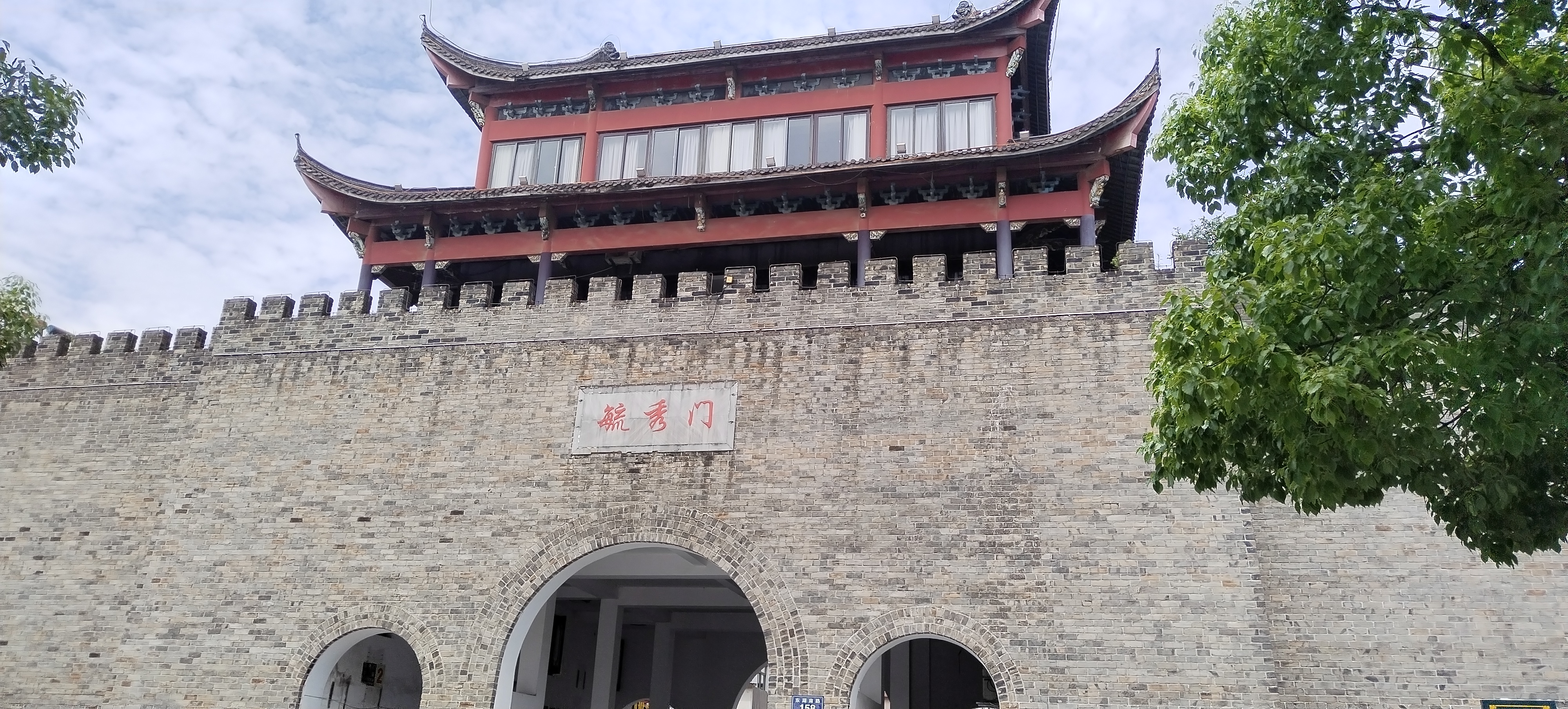
毓秀门

- 赵胜楼
- 包公井